# 新疆天芥菜
新疆天芥菜（学名：Heliotropium xinjiangense）是紫草科天芥菜属的植物，是中国的特有植物。分布在中国大陆的新疆等地，多生长在半固定沙丘，目前已由人工引种栽培。